# Hubert Lampo

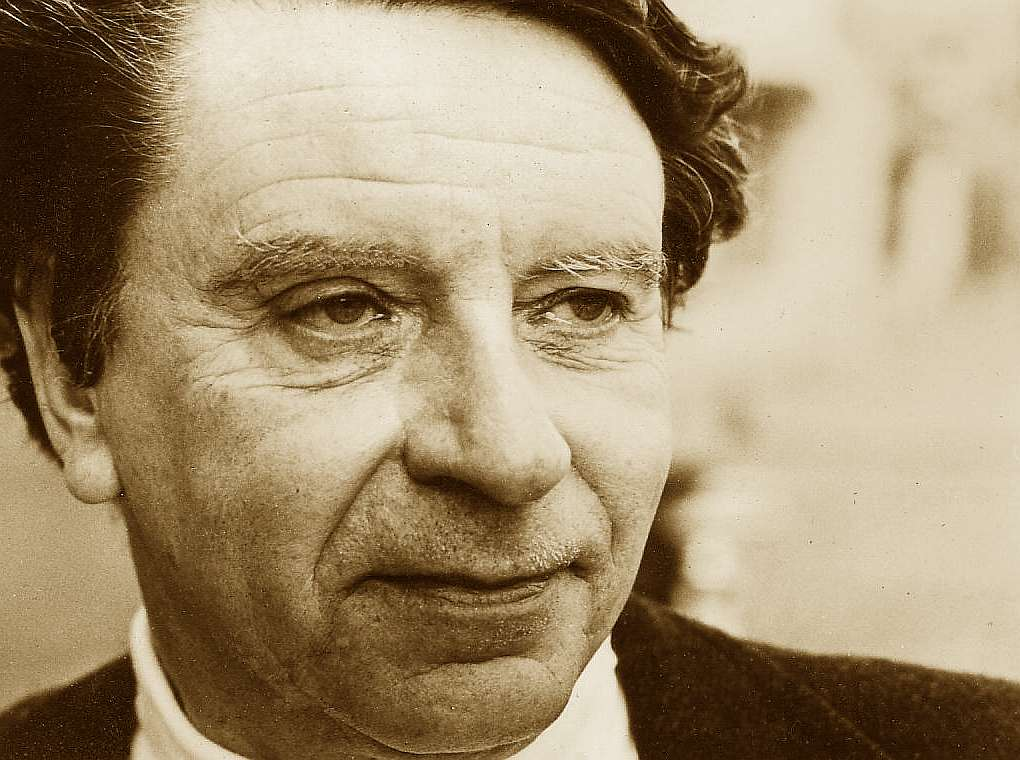
Hubert Lampo

Hubert Lampo (* 1. September 1920 in Antwerpen; † 12. Juli 2006 in Essen) war ein flämischer Schriftsteller.

## Leben
Hubert Lampo wurde als Sohn eines Staatsbeamten und einer Grundschullehrerin geboren und wuchs im kleinbürgerlichen Milieu Antwerpens auf. Er wurde Lehrer und war kurzzeitig mit der Tochter des Schriftstellers Frans Smits verheiratet. Im Jahr 1943 veröffentlichte er erste Erzählungen und Essays, zwei Jahre später erschien sein erster Roman Hélène Defraye. Kurz nach Kriegsende lernte er Josette Dirickx kennen, die er 1947 heiratete. Aus der Ehe gingen zwei Kinder hervor.
Er wurde Redakteur der Nieuw Vlaams Tijdschrift, schrieb für den Kulturteil der Volksgazet und war quasi Chefredakteur der sozialistischen Parool. Außerdem arbeitete er an De Faun mit, der Zeitschrift des Kreises um den Genter Dichter Paul Rogghé. Nachdem Parool sein Erscheinen einstellte, wurde Lampo Inspekteur der öffentlichen Bibliotheken. Neben weiteren Romanen und Novellen veröffentlichte er 1951 den Essay De roman van een roman (Roman über einen Roman) über Alain-Fourniers Roman Der große Meaulnes. Im Folgejahr erschien De belofte aan Rachel (deutsch: Gelöbnis an Rachel), der die Schrecken des Zweiten Weltkriegs thematisiert. Mit Terugkeer naar Atlantis (Rückkehr nach Atlantis) erschien 1953 sein erstes in Antwerpen verortetes Werk, wo in der Folgezeit viele seiner Bücher spielen sollten.
Lampo wurde Redakteur und Moderator der Literatursendung des Fernsehsenders BRT. 1965 trennte er sich von seiner zweiten Frau, zog in die Kempen und stellte auch seine Mitarbeit an der Volksgazet und der Nieuw Vlaams Tijdschrift ein. Nach einem Besuch in Stonehenge im Sommer 1970 wandte er sich dem Magischen Realismus zu. Mit Johan Daisne gehörte er zu dessen Hauptvertretern in Belgien und hat die flämische Literaturszene maßgeblich mitgeprägt. Seinen herausragenden Ruf in diesem Bereich begründete er 1972 mit De Zwanen van Stonehenge, einer Textsammlung über phantastische Literatur von der Gralsliteratur über Gustav Meyrink und Franz Kafka bis zu H. Rider Haggard. Hunderte Lesungen sowie Gastvorlesungen an den Universitäten von Köln, Metz, Hull und Grenoble zeugen davon.
1979 wurde Hubert Lampo in die Koninklijke Academie voor Nederlandse Taal- en Letterkunde (Königliche Akademie für Sprach- und Literaturwissenschaft) aufgenommen. Er gehörte dieser Akademie zwanzig Jahre an und wurde 1989 deren Vorsitzender. Im Jahr 1989 verlieh ihm die Universität Stendhal Grenoble III die Ehrendoktorwürde. Im gleichen Jahr erschienen Joachim Stiller und Terugkeer naar Atlantis in französischer Sprache. 1992 hielt Lampo Gastvorlesungen über sein eigenes Werk an der Universität Breslau, die er wenig später in einem Aufsatz mit dem Titel De Wortels van de Verbeelding (Die Wurzeln der Imagination) verarbeitete. Wenig später erschien sein letzter Roman De geheime Academie, der Motive enthält, die Dan Brown später in Sakrileg verarbeitete.
Neben seinem belletristischen Werk hat Lampo viele Arbeiten als Journalist und Literaturkritiker verfasst, durch die er in Belgien bekannt wurde. Er wurde mit zahlreichen Preisen ausgezeichnet, unter anderem 1963 für De Komst van Joachim Stiller mit dem alle drei Jahre ausgegebenen belgischen Staatspreis für Literatur.
In seinen letzten Lebensjahren war Lampos Werk immer wieder Gegenstand wissenschaftlicher Arbeiten und Tagungen. Freunde des Autors gründeten im Jahr 2003 die Hubert Lampo Genootschap (Hubert Lampo-Gesellschaft). Nach dem Tod seiner dritten Frau Lucia im Jahr 2005 und dem Auftreten von Alzheimer-Symptomen lebte er zuletzt im Altersheim De Bijster in Essen. Sein Urnengrab befindet sich auf dem Friedhof Schoonselhof in Antwerpen.

## Werke in deutscher Übersetzung
- Die Ankunft des Joachim Stiller. Suhrkamp, Frankfurt a. M. 1999, ISBN 3-518-39428-2. War für die phantastische Bibliothek Suhrkamp als Bd. 331 und später erneut als Bd. 364 angekündigt, ist aber aus unbekannten Gründen nie erschienen.
- Die Ankunft des Joachim Stiller. Mitteldeutscher Verlag, Halle. Juni 2009, ISBN 978-3-89812-537-6. Deutsche Erstausgabe.
- Artus und der Gral. Hugendubel, München 1985, ISBN 3-88034-276-8
- Gelöbnis an Rachel. Österreichische Verlagsanstalt, Wien 1976.

## Ehrungen
- 1947: Preis der Provinz Antwerpen für Hélène Defraye
- 1954: Arthur Merghelynck-Preis der Koninklijke Vlaamse Academie voor Taal- en letterkunde für Terugkeer naar Atlantis
- 1957: Preis der Provinz Antwerpen für De duivel en de maagd
- 1961: Gewinner beim Referendum der flämischen Literaturwissenschaftler für De komst van Joachim Stiller
- 1963: Belgischer Staatspreis für Literatur für De komst van Joachim Stiller
- 1968: Gewinner beim Referendum der flämischen Literaturwissenschaftler für De heks en de archeoloog
- 1972: SFAN-Award für die Übersetzung von Malpertuis von Jean Ray
- 1976: Preis der Provinz Antwerpen für De zwanen van Stonehenge
- 1977: Preis der Flämischen Provinzen für De zwanen van Stonehenge
- 1981: Progressefprijs der Flämischen Vereinigung für Science Fiction und Phantastik für das Gesamtwerk
- 1983: Preis der Flämischen Provinzen für das Gesamtwerk
- 1985: Fernsehpreis für Arthur
- 1986: Bernheimpreis für das Gesamtwerk
- 1989: Ehrendoktorat der Universität Stendhal Grenoble III
- 1989: Ehrenbürger von Grenoble
- 1990: Ehrenmedaille der Stadt Antwerpen
- 1993: Goldene Ehrenmedaille des Flämischen Rates
- 1998: Provinzpreis der Provinz Antwerpen für Literaturwissenschaft für das Gesamtwerk
- 2001: Preis des freisinnigen Humanismus
- 2002: Ehrenbürger von Grobbendonk[1]